# Vloer (turnonderdeel)

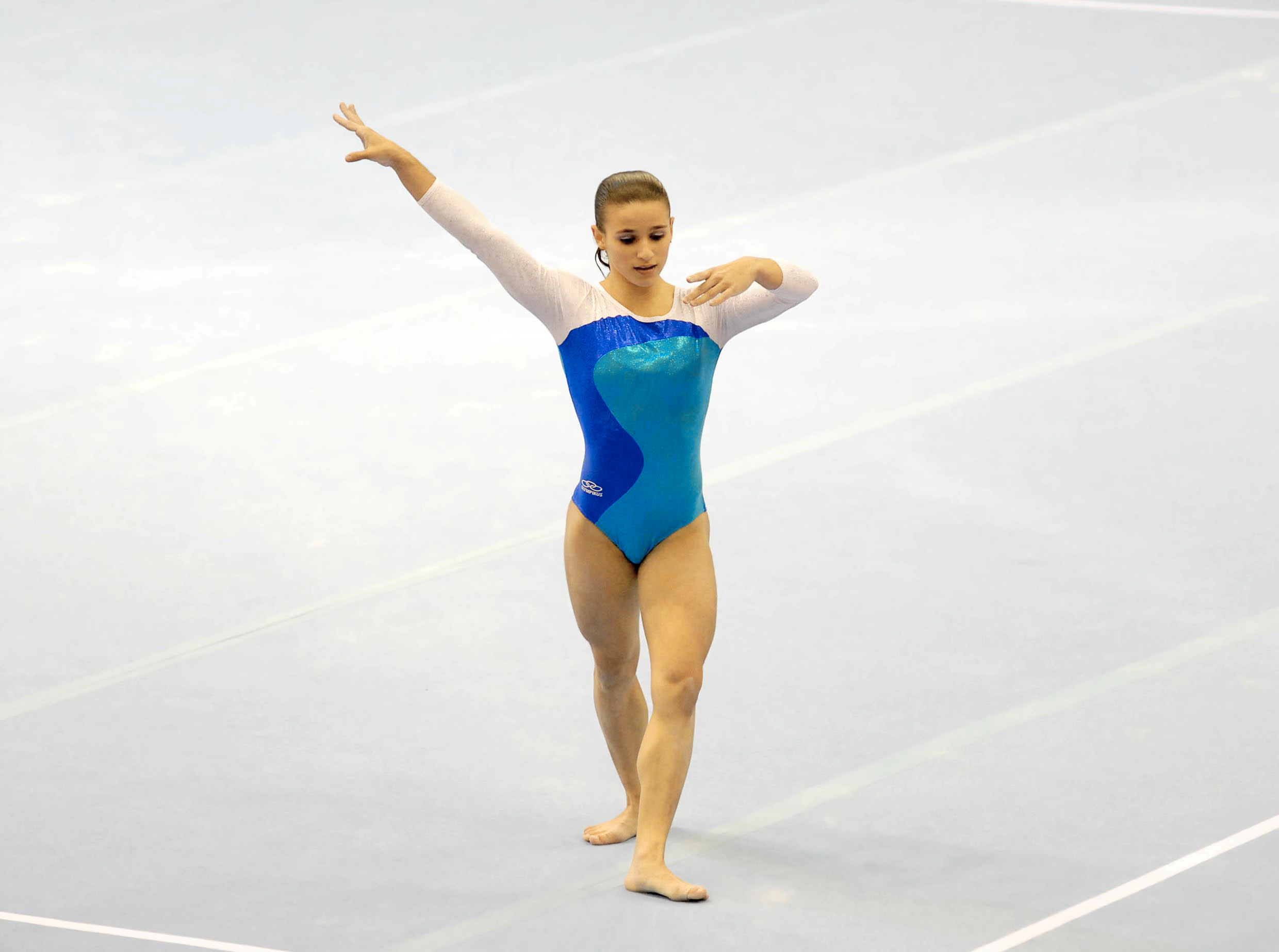
Gymnaste actief op de vloer

De vloer is een discipline binnen het toestelturnen waarbij op een vierkante mat van 12x12 meter (de vloer als turntoestel) wordt geturnd. In tegenstelling tot de lange mat, die met name op de lagere niveaus wordt gebruikt als alternatief, heeft de vloer een ingebouwde vering, waardoor extra hoogte kan worden verkregen bij de acrobatische series. 
De vloer is een onderdeel van de olympische meerkamp in zowel het vrouwenturnen als het mannenturnen. 

## Vloer in het vrouwenturnen
De vrouwen turnen bij dit onderdeel op instrumentale muziek. Een vloeroefening mag niet langer duren dan 1.30 minuut en hoort te zijn opgebouwd uit verschillende soorten onderdelen:
- acrobatische onderdelen (series)
- balansonderdelen (statisch)
- lenigheidsonderdelen.

De acrobatische series zijn aaneenschakelingen van acrobatische elementen zoals flikflaks, overslagen en salto's. De vloeroefening hoort te beginnen en te eindigen met een acrobatische serie en ook halverwege de oefening zit nog een acrobatische serie. Tussendoor worden balansonderdelen geturnd (zoals de handstand) en lenigheidsonderdelen (zoals de spagaat). Enkele elementen zijn verplicht, er moet bijvoorbeeld minimum één spreidsprong getoond worden. 
De score wordt berekend op basis van moeilijkheid (D-score, van difficulty), uitvoering en artistieke waarde (E-score, van execution). De D-score wordt bepaald door de moeilijkheidswaarde van de elementen, zoals opgelijst door de FIG. De E-score begint met een waarde van 10, en de gymnasten krijgen punt-aftrek als ze hun evenwicht verliezen of als hun vorm niet correct is. De randen van de vloer zijn gemarkeerd met een lijn. Verliest een turnster haar evenwicht en belandt ze buiten deze lijn, dan krijgt ze een penalty, wat extra punt-aftrek inhoudt.

## Vloer in het mannenturnen
Mannen turnen zonder muziek. De vloer-oefening mag maximum 70 seconden duren, er luidt een bieptoon 10 seconden op voorhand zodat de gymnasten weten wanneer ze moeten afronden. 
Net zoals bij de vrouwen wordt de score bepaald door een optelling van de D-waarde en de E-waarde: de moeilijkheid (difficulty), en de uitvoering (execution).
Er zijn 3 categorieën van turnelementen: niet-acrobatische elementen (bv. handstand), voorwaartse acrobatische elementen (bv. salto voorwaarts) en achterwaartse acrobatische elementen (bv salto achterwaarts). Het is verplicht van van elke categorie minstens één element te turnen.  